# Homopholis walbergii
Homopholis walbergii — вид геконоподібних ящірок родини геконових (Gekkonidae). Мешкає в Південній Африці. Вид названий на честь шведського натураліста Югана Аугуста Вальберга.

## Поширення й екологія
Homopholis walbergii мешкають у провінціях Лімпопо і Квазулу-Наталь на північному сході Південно-Африканської Республіки, в Есватіні й Мозамбіку на південь від Лімпопо. Вони живуть у саванах і рідколіссях, у тріщинах серед скель і в дуплах дерев. Живляться жуками, метеликами та іншими комахами. Відкладають яйця.